# Justizvollzugsanstalt Kassel I

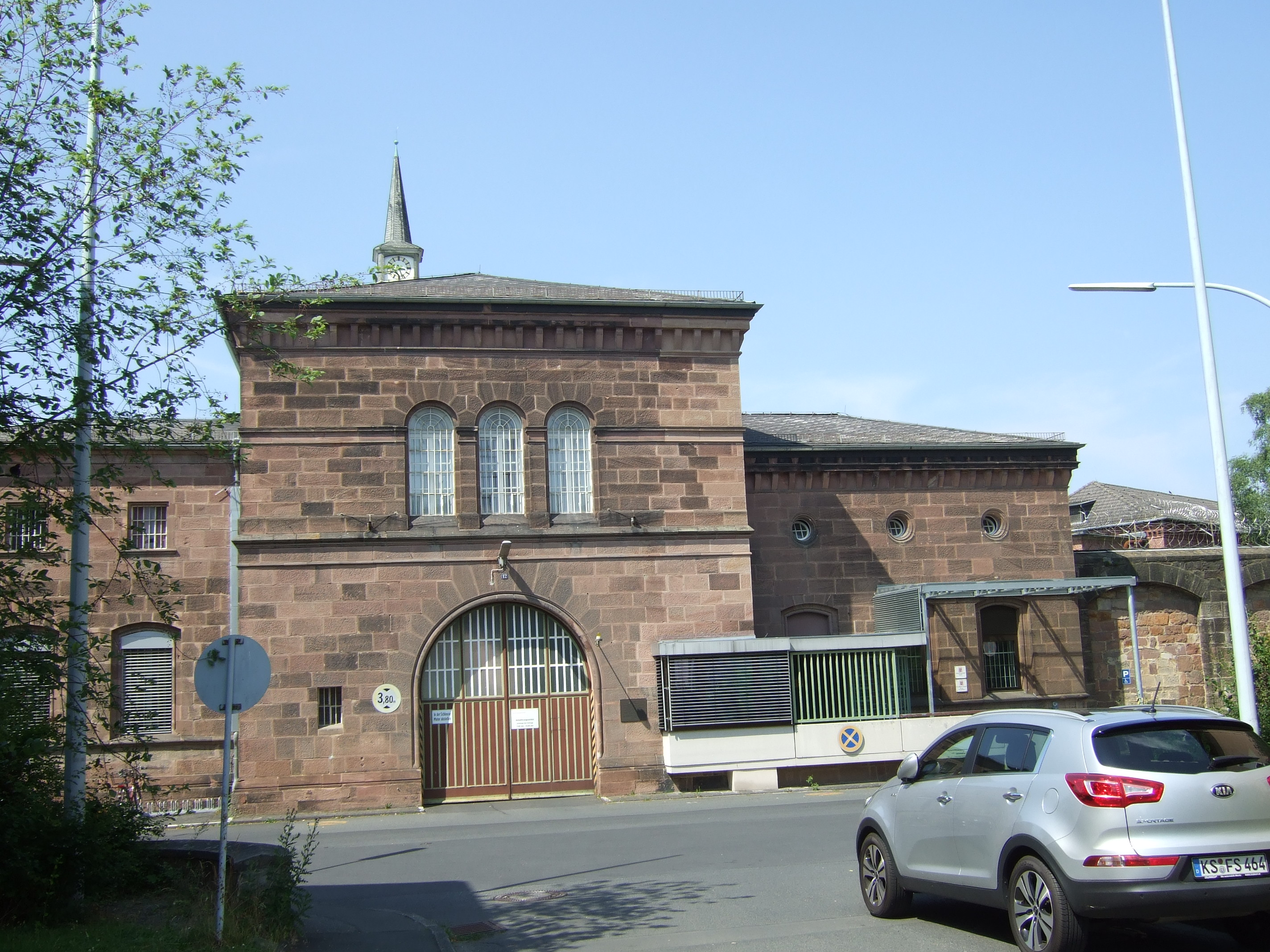
Haupteingang der JVA Kassel 1

Die Justizvollzugsanstalt Kassel I befindet sich in der Theodor-Fliedner-Straße (vor 1945: Auf dem Graß) in Kassel-Wehlheiden und dient dem Vollzug von Haftstrafen an männlichen Erwachsenen, aber auch als Untersuchungsgefängnis. Sie ist ein Gefängnis höchster Sicherheitsstufe (Stufe 1) mit 564 Haftplätzen und 91 weiteren Haftplätzen für Patienten im Zentralkrankenhaus. Die Belegschaft zählt in allen Bereichen zusammengenommen etwa 300 Personen.

## Geschichte
Das Hauptgebäude wurde als Königlich Preußische Strafanstalt Cassel-Wehlheiden ab 1873 errichtet und am 1. Oktober 1882 eröffnet. Sie ersetzte unmittelbar die „Städtische Kaserne“ am Königstor. Die Baukosten betrugen 2,876 Millionen Mark. Erster Direktor (bis 1884) war Carl Krohne, belegt war die Anstalt im Eröffnungsjahr mit 201 Häftlingen mit Zuchthausstrafen im A- und D-Flügel und 220 Häftlingen mit Gefängnisstrafen in B- und C-Flügel.
Im Ersten Weltkrieg diente sie erstmals der Unterbringung von Kriegsgefangenen, in der Nachkriegszeit dann auch der Inhaftierung politischer Gefangener aus der kommunistischen Opposition. Während vor dem Krieg die Häftlingszahl im Jahresdurchschnitt stets relativ konstant um die 450 gelegen hatte, stieg sie in dieser Zeit auf weit über 600 an (allein 246 „Politische“ im Unruhejahr 1921). In die 1920er fallen auch erste Ausbau- und Modernisierungsmaßnahmen.

### Zeit des Nationalsozialismus
| Jahr | Häftlinge |
| ---- | --------- |
| 1930 | 352       |
| 1933 | 584       |
| 1934 | 714       |
| 1935 | 812       |
| 1936 | 818       |
| 1945 | ca. 1.500 |

In der Zeit des Nationalsozialismus diente die Anstalt auch der Inhaftierung politischer Gegner der Nationalsozialisten (sogenannte Schutzhaft). Die Häftlingszahlen stiegen in den Jahren ihrer Herrschaft stark an, und in den Kriegsjahren war sie durchgängig stark überbelegt, obwohl durch umfangreiche Bauarbeiten die Kapazität auf 950 erhöht worden war. Die Aufnahme von Insassen der durch Bombentreffer stark beschädigten „Elwe“ forcierte diese Entwicklung. Zwar war auch das Wehlheidener Gefängnis in den Bombardements getroffen worden, war jedoch ausreichend intakt geblieben.
Diesem Umstand und den harten Bedingungen durch die strenge bis willkürliche Justizpolitik jener Jahre, Mangelernährung und Winterkälte fielen von 1939 bis 1945 insgesamt 417 Gefangene unmittelbar vor Ort zum Opfer. Andere Insassen wurden ab 1942 oder 1943 in das Arbeits- und Konzentrationssammellager Breitenau und in das Konzentrationslager Buchenwald überstellt.
Am 29. März 1945 – drei Tage vor der Besetzung Kassels durch amerikanische Truppen – wurde die Anstalt geräumt und die meisten gehfähigen Häftlinge auf einen Transport gezwungen, der über Halle an der Saale, Straubing und Bernau führte und schließlich auf dem Weg zum Konzentrationslager Dachau von den Amerikanern gestoppt wurde.

### Nach 1945
Die Belegschaft des Gefängnisses war in Bayern festgesetzt und entlassen worden, teilweise wurden Bedienstete von den Amerikanern inhaftiert. Es herrschte kaum personelle Kontinuität, ein US-Kommando verwaltete die Anstalt im Notbetrieb mit zunächst nur 250 Gefangenen. Zugänge aus „Elwe“ und der Frauenhaftanstalt Frankfurt-Preungesheim ließen die Zahl der Häftlinge jedoch wieder bis auf etwa 1.200 anschwellen. Die allgemeine Versorgungslage und baulichen Schäden verzögerten die Aufnahme eines regulären Betriebs bis 1954.
In den 1960er und 1970er Jahren wurden vielfältige Neubauten, Erweiterungen und Sanierungen der Gebäudeteile vorgenommen. 1980 richtete die JVA-Verwaltung erste Haftplätze im offenen Vollzug ein. Diese wurden mit der 1969 angegliederten „Elwe“ 2001 als autonome Justizvollzugsanstalt Kassel III ausgegliedert. Seit 1. Oktober 2003 besteht vor Ort das nordhessische Verwaltungs-Competence-Center für den Justizvollzug der Kasseler, Fuldaer und Schwalmstädter JVAs. 1980 wurde der Neubau der Sozialtherapeutischen Justizvollzugsanstalt Kassel II direkt neben der JVA Kassel I in Betrieb genommen.
Seit 1987 besteht eine Freizeitgruppe der Grünen an der JVA Kassel I.

## Bekannte Insassen
- Adam Rössner, 1941/1942 wegen Verstoß gegen das Heimtückegesetz
- Andreas Baader
- Peter Pompetzki
- Armin Meiwes[5] (verlegt nach Kassel II)
- Magnus Gäfgen (verlegt nach Kassel II)
- Stephan Ernst

## Bauweise
Baulich handelt es sich um vier vierstöckige Flügel (A- bis D-Flügel), die nach dem panoptischen System um ein Zentralgebäude angeordnet sind. An diese Flügel schließen Erweiterungsbauten und Nebengebäude an. Darin sind Wirtschaftsgebäude, Werkbetriebe (Schreinereien, Schlosserei, Bäckerei, Wäscherei und Buchbinderei mit Arbeitsstätten für etwa 300 Gefangene) usw. untergebracht, aber auch das Zentralkrankenhaus der hessischen Justizvollzugsanstalten. Außerdem existieren verschiedene Sportanlagen.